# Cordeliers

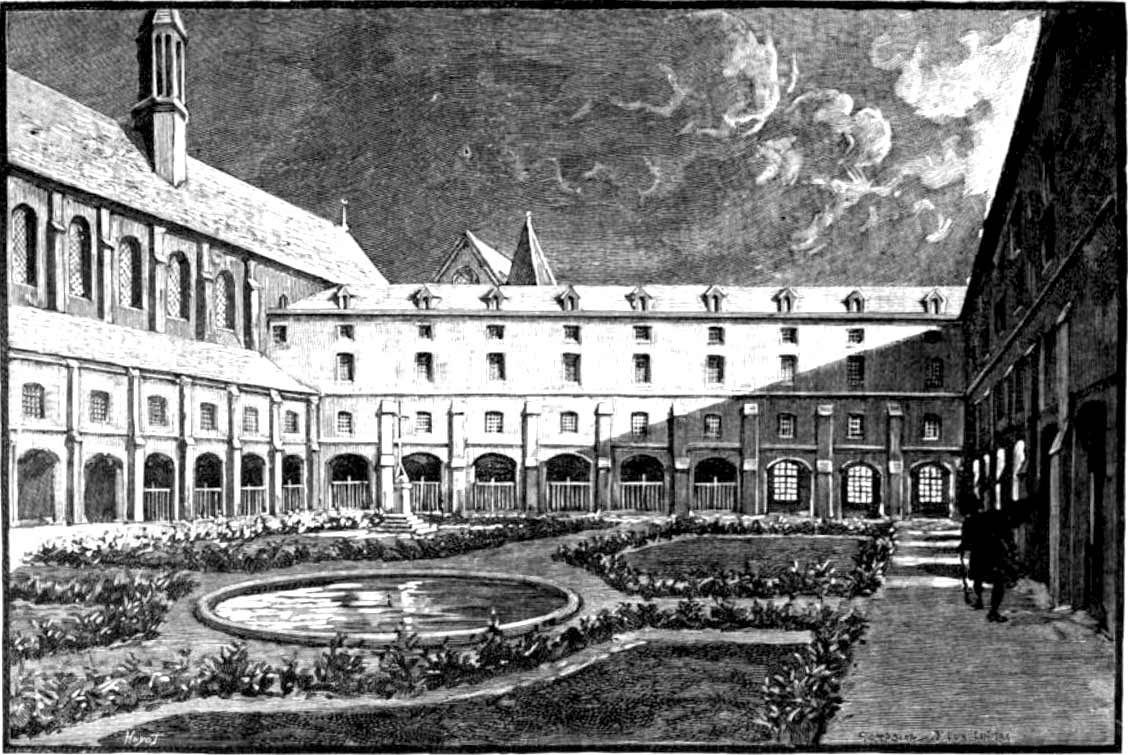
Antigo Convento dos Cordeliers de Paris em 1793

Cordeliers eram os franciscanos estabelecidos na França. Este nome teria sido atribuído por Jean de Beaufort quando da Sétima Cruzada. Esta denominação remonta a São Luís. Durante a Cruzada de 1250, o rei, tendo notado um grupo de religiosos bastante combativos contra os sarracenos, perguntou seu nome; responderam-lhe tratar-se dos «de cordes liés» (de corda amarrada (em português)). Com efeito, estes monges usavam sobre seu manto marrom ou cinza uma corda grossa, com nós espaçados, que caía até quase seus pés, e um capuchino curto e arredondado. Eles pertenciam à Ordem dos Irmãos Menores, chamados ainda Franciscanos, fundada por São Francisco de Assis, e confirmada pelo Papa Honório III em 1223.
Em 1789, nos primórdios da Revolução Francesa, os Cordeliers possuíam 284 conventos que foram fechados em 1790.
Esta ordem deu o nome ao Clube dos Cordeliers, em referência à capela do Convento dos Cordeliers de Paris, onde o clube se reunia.

## Origem e significado do nome
Cordeliers é a designação popular francesa dos membros da Ordem dos Frades Menores, ramo da ordem franciscana fundada por São Francisco de Assis em 1209. O termo refere-se à corda (cordelière) usada como cinto, símbolo dos votos franciscanos, e foi amplamente empregado na França, principalmente entre os séculos XIII e XVIII, para designar os franciscanos observantes, em oposição a outros ramos menores ou reformados da ordem. Presentes sobretudo em centros urbanos, os Cordeliers desempenharam funções de assistência, ensino e pregação popular. Durante a Idade Moderna, especialmente entre os séculos XVI e XVIII, consolidaram-se como uma das ordens religiosas mais influentes no interior do catolicismo francês, atuando em campos como pregação, educação, assistência e política religiosa — em especial no contexto das reformas religiosas e da centralização monárquica.

## Atuação na sociedade francesa na Idade Moderna
Durante a transição da Idade Média para a Idade Moderna, os Cordeliers acompanharam a expansão do poder monárquico francês, adaptando-se ao fortalecimento do Estado absolutista. Eles foram frequentemente patrocinados pela realeza e elites locais, com conventos estrategicamente localizados em centros urbanos importantes. Além disso, serviam como capelães da corte e confessores reais (inclusive durante os reinados de Francisco I e Luís XIV), ocupando papel simbólico e político dentro da monarquia católica. Muitos conventos cordeliers também funcionavam como centros de ensino elementar e teológico, em articulação com universidades como a de Paris e a de Toulouse.
Com o tempo, os Cordeliers - como outras ordens mendicantes - passaram a ser vistos com ambivalência pela Coroa. Por um lado, eram úteis como aparelhos de controle ideológico e moral da população; por outro, sua autonomia institucional e voto de pobreza conflitavam com a lógica do Estado centralizador. Por isso, foram submetidos a visitas episcopais, reformas disciplinares e limitações patrimoniais, principalmente nos reinados de Luís XIII e Luís XIV, marcados pela política de uniformização religiosa (galicanismo e combate ao jansenismo).

## Revolução Francesa
Durante a Revolução Francesa, os Cordeliers, como representantes da Ordem dos Frades Menores observantes na França, foram diretamente atingidos pelas reformas anticlericais promovidas pelos revolucionários. Em 1790, a Assembleia Nacional Constituinte decretou a extinção das ordens religiosas regulares, abolindo os votos perpétuos e proibindo o recrutamento de noviços. O decreto previa ainda o confisco dos bens móveis e imóveis das congregações, que seriam incorporados aos chamados “bens nacionais” (biens nationaux), vendidos para custear a dívida pública.
Com 284 conventos distribuídos pelo território francês no início da Revolução, os Cordeliers viram suas comunidades dissolvidas rapidamente. Seus membros foram dispensados de seus votos e incentivados a retornar à vida civil, embora muitos tenham optado por se manter ligados à atividade religiosa, seja como clérigos seculares ou em redes clandestinas de culto. A imposição da Constituição Civil do Clero, também em 1790, intensificou esse processo, pois exigia que todo o clero jurasse fidelidade à nova organização eclesiástica subordinada ao Estado. Grande parte dos frades cordeliers recusou-se a prestar o juramento, sendo classificados como “refratários” e, por isso, perseguidos ou obrigados ao exílio.
Durante o Período do Terror (1793-1794), sob o governo do Comitê de Salvação Pública, a repressão anticlerical se radicalizou. Vários antigos conventos, já esvaziados, foram transformados em armazéns militares, prisões, escolas laicas ou sedes de clubes políticos. O antigo Convento dos Cordeliers, em Paris, por exemplo, foi convertido na sede do Clube dos Cordeliers, grupo político revolucionário que, embora não tivesse qualquer relação com a ordem religiosa, apropriou-se do nome em razão da localização. Após o fim desse período, adotou-se uma política mais flexível em relação à religião. Ainda assim, as ordens religiosas suprimidas, como a dos Cordeliers, não foram restauradas. O Concordato de 1801, firmado entre Napoleão Bonaparte e o Papa Pio VII, permitiu a reorganização da Igreja Católica na França, mas não contemplou a restituição das ordens regulares dissolvidas durante a Revolução.

## Legado e Memória
Dessa forma, os Cordeliers desapareceram institucionalmente da vida religiosa francesa, sobrevivendo apenas como memória histórica. Diversos edifícios que outrora abrigaram conventos da ordem permaneceram, ainda no início do século XIX, como testemunhos arquitetônicos, sendo progressivamente transformados em escolas, bibliotecas, museus ou repartições públicas. O nome “Cordeliers”, que antes designava uma das vertentes mais atuantes do franciscanismo na França, passou a se associar, no imaginário coletivo, ao espaço urbano e à Revolução mais do que à prática religiosa que o originou.